# Vertice BRICS del 2023
Il XV vertice BRICS si è tenuto presso il Sandton Convention Centre di Johannesburg dal 22 al 24 agosto 2023, presieduto dal sudafricano Cyril Ramaphosa. Al vertice erano presenti i leader dei cinque paesi aderenti al BRICS.

## Partecipanti

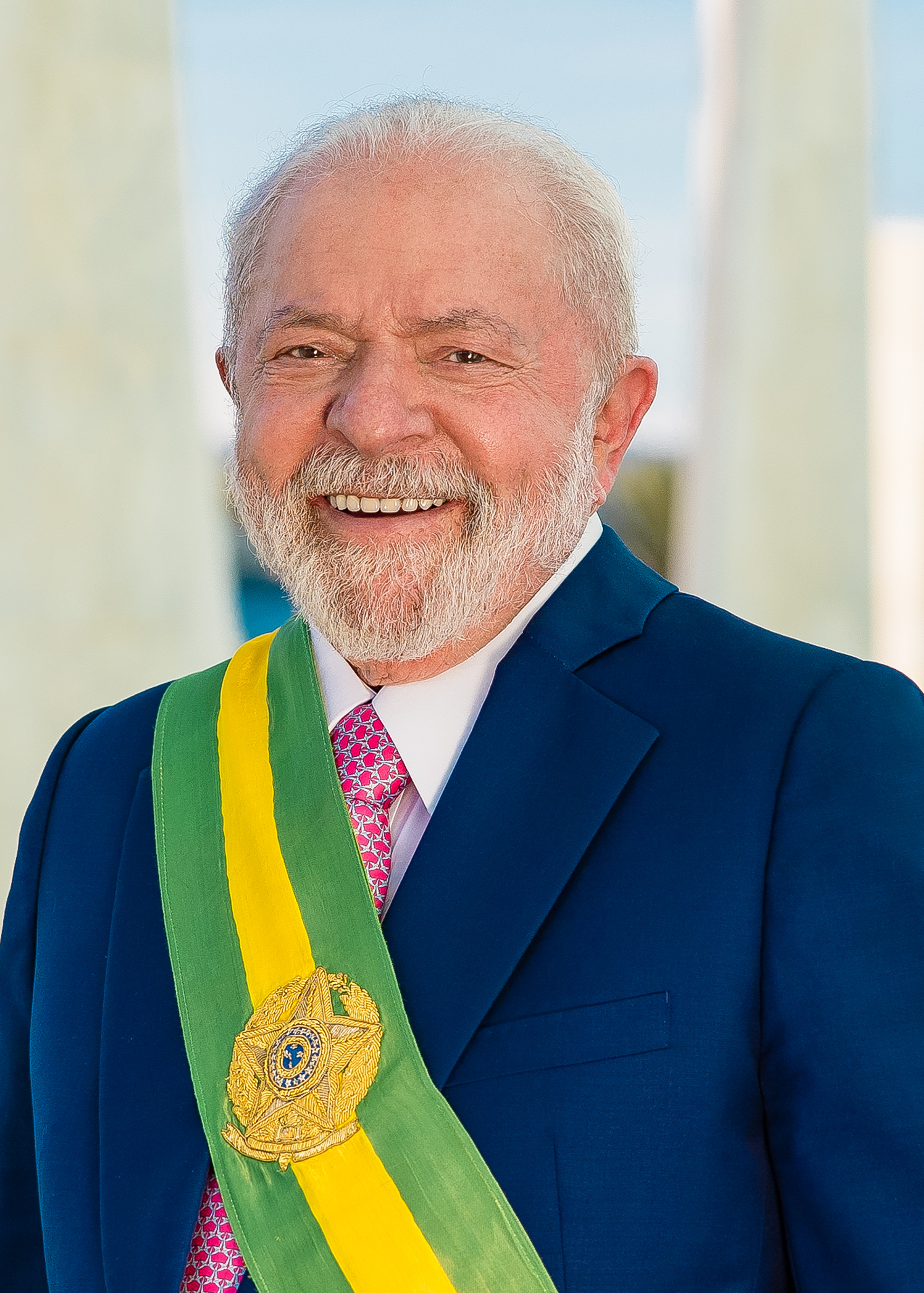
BRA Luiz Inácio Lula da Silva, Presidente
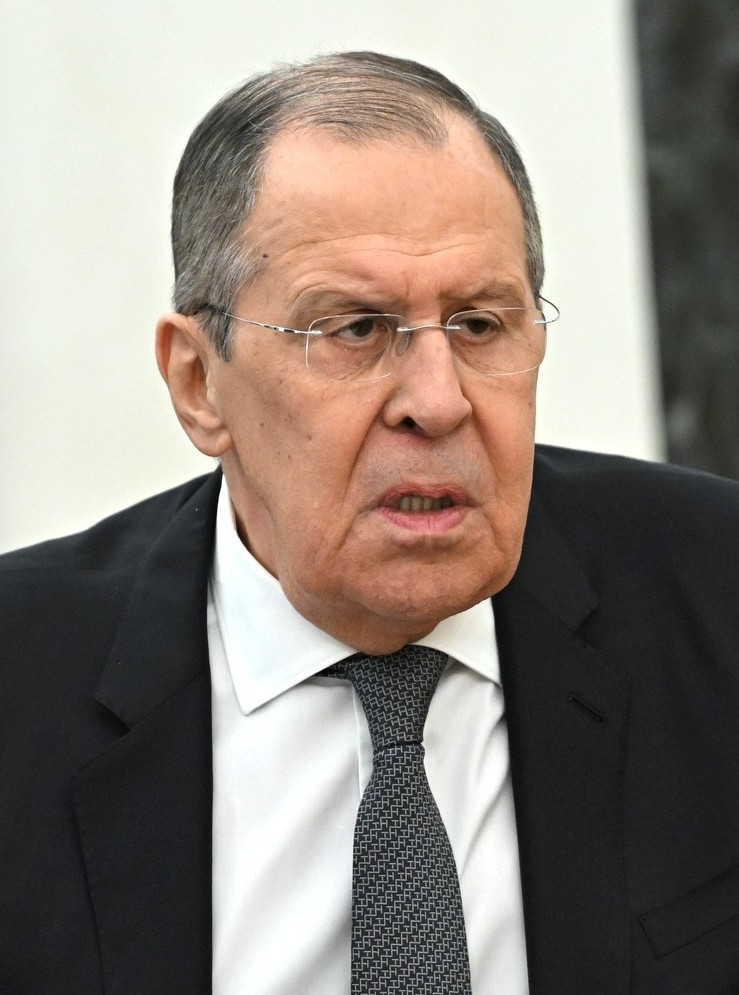
RUS Sergej Lavrov, Ministro degli affari esteri
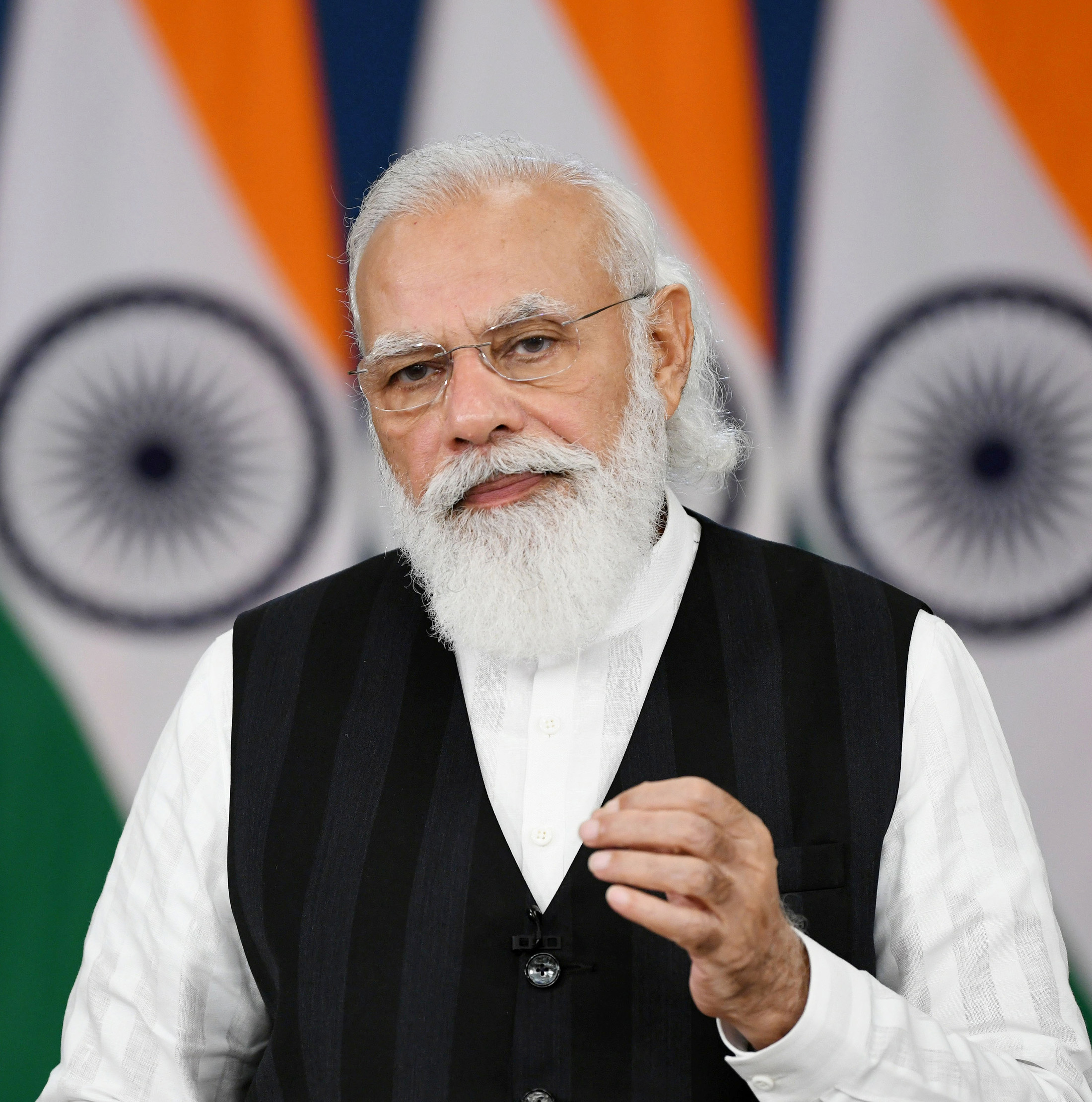
IND Narendra Modi, Primo ministro
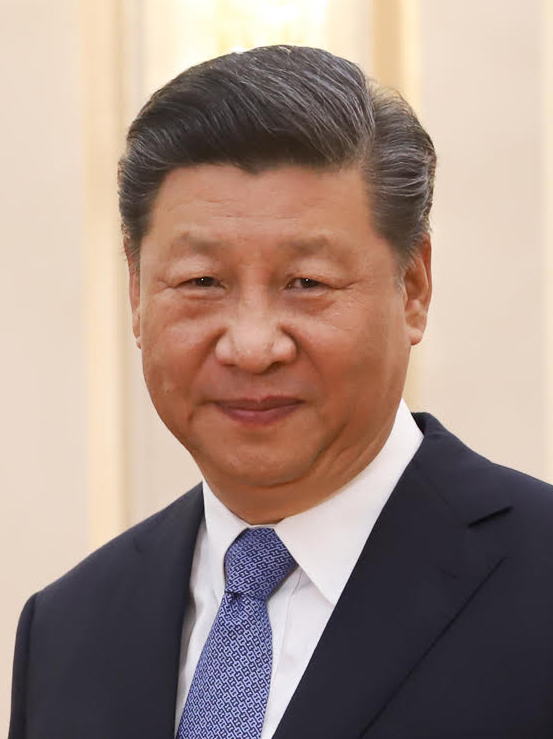
CHN Xi Jinping, Presidente
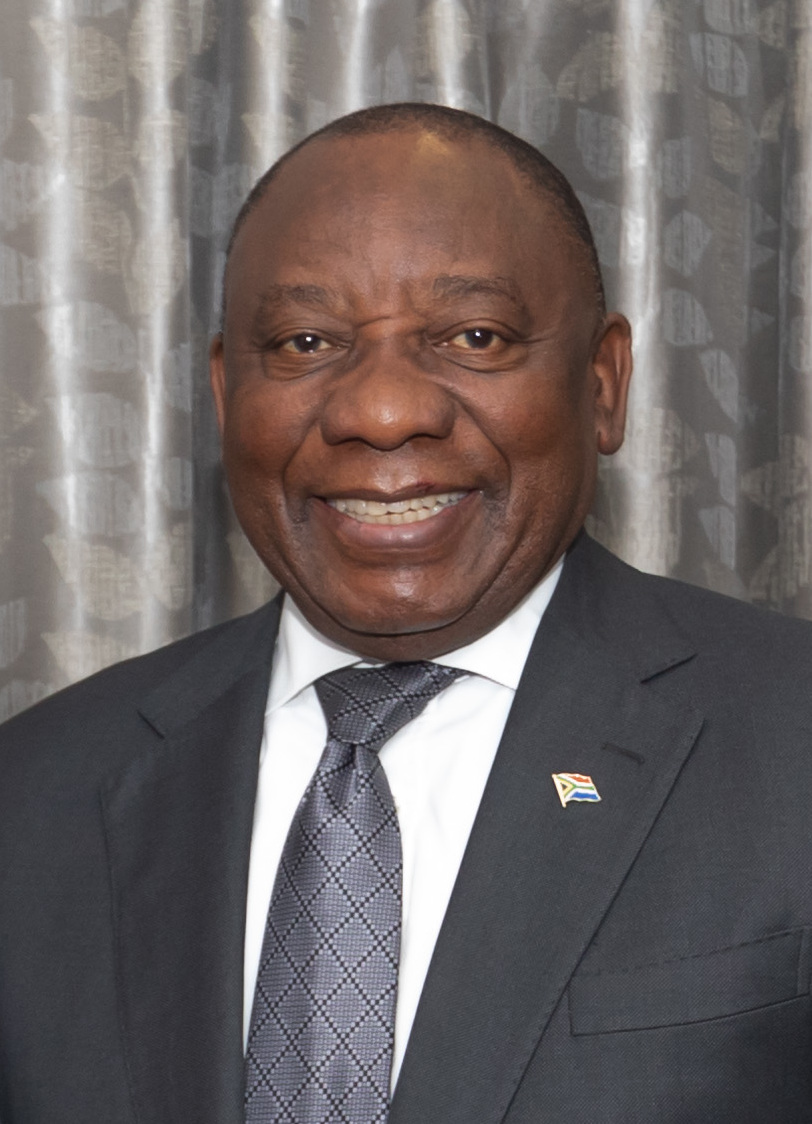
ZAF Cyril Ramaphosa, Presidente

- Brasile
Luiz Inácio Lula da Silva, Presidente
- Russia
Sergej Lavrov, Ministro degli affari esteri
- India
Narendra Modi, Primo ministro
- Cina
Xi Jinping, Presidente
- Sudafrica
Cyril Ramaphosa, Presidente

### Paesi ospiti
| Paese               | Leader                        | Carica                                      | Note |
| ------------------- | ----------------------------- | ------------------------------------------- | ---- |
| Algeria             | Laaziz Fayed                  | Ministro delle finanze                      |      |
| Angola              | José de Lima Massano          | Ministro per il coordinamento economico     |      |
| Arabia Saudita      | Faisal bin Farhan Al Saud     | Ministro degli affari esteri                |      |
| Bangladesh          | Sheikh Hasina                 | Primo ministro                              |      |
| Bielorussia         | Sergei Aleinik                | Ministro degli affari esteri                |      |
| Bolivia             | Luis Arce                     | Presidente                                  |      |
| Botswana            | Slumber Tsogwane              | Vice presidente                             |      |
| Camerun             | Joseph Ngute                  | Primo ministro                              |      |
| Rep. Centrafricana  | Faustin-Archange Touadéra     | Presidente                                  |      |
| Ciad                | Saleh Kebzabo                 | Primo ministro                              |      |
| Cina                | Wang Wentao                   | Ministro del commercio                      |      |
| Comore              | Azali Assoumani               | Presidente                                  |      |
| Rep. del Congo      | Denis Sassou Nguesso          | Presidente                                  |      |
| RD del Congo        | Jean-Michel Sama Lukonde      | Primo ministro                              |      |
| Cuba                | Miguel Díaz-Canel             | Presidente                                  |      |
| Egitto              | Mostafa Madbouly              | Primo ministro                              |      |
| Emirati Arabi Uniti | Mohammed bin Zayed Al Nahyan  | Presidente                                  |      |
| Eritrea             | Isaias Afewerki               | Presidente                                  |      |
| Etiopia             | Abiy Ahmed Ali                | Primo ministro                              |      |
| Ghana               | Nana Akufo-Addo               | Presidente                                  |      |
| Gibuti              | Ismail Omar Guelleh           | Presidente                                  |      |
| Guinea Equatoriale  | Teodoro Obiang Nguema Mbasogo | Presidente                                  |      |
| Indonesia           | Joko Widodo                   | Presidente                                  |      |
| Iran                | Ebrahim Raisi                 | Presidente                                  |      |
| Libia               | Musa al-Koni                  | Vice presidente del Consiglio presidenziale |      |
| Malawi              | Lazarus Chakwera              | Presidente                                  |      |
| Mozambico           | Filipe Nyusi                  | Presidente                                  |      |
| Namibia             | Hage Geingob                  | Presidente                                  |      |
| Nigeria             | Kashim Shettima               | Vice presidente                             |      |
| Palestina           | Ziad Abu Amr                  | Vice primo ministro                         |      |
| Sahara Occidentale  | Brahim Ghali                  | Presidente                                  |      |
| São Tomé e Príncipe | Carlos Vila Nova              | Presidente                                  |      |
| Senegal             | Macky Sall                    | Presidente                                  |      |
| Sudan del Sud       | Salva Kiir Mayardit           | Presidente                                  |      |
| Tanzania            | Samia Suluhu                  | Presidente                                  |      |
| Zambia              | Hakainde Hichilema            | Presidente                                  |      |
| Zimbabwe            | Constantino Chiwenga          | Vice presidente                             |      |

### Organizzazioni ospiti
| Organizzazione                                              | Leader           | Carica                                  | Note |
| ----------------------------------------------------------- | ---------------- | --------------------------------------- | ---- |
| ASEAN                                                       | Joko Widodo      | Presidente                              |      |
| Nazioni Unite                                               | António Guterres | Segretario generale delle Nazioni Unite |      |
| Nuova Banca di Sviluppo (NDB)                               | Dilma Rousseff   | Presidente                              |      |
| Organizzazione della cooperazione islamica (OIC)            |                  |                                         |      |
| Trattato di Libero Commercio Continentale Africano (AfCFTA) |                  |                                         |      |
| Unione africana                                             | Azali Assoumani  | Presidente                              |      |
| Unione del Maghreb arabo                                    | Musa al-Koni     | Presidente                              |      |

## Leader assenti

### Presidente Vladimir Putin
Il 17 marzo 2023, la Corte penale internazionale aveva emesso un mandato d'arresto contro il presidente della Federazione russa Vladimir Putin per crimini di guerra commessi durante l'invasione russa dell'Ucraina del 2022. Il Sudafrica, in quanto firmatario della Corte penale internazionale, è tenuto a eseguire il mandato.
Nel maggio 2023, il governo del Sudafrica, guidato dall'African National Congress (ANC), ha concesso l'immunità diplomatica a tutti i leader invitati; non era chiaro se ciò avrebbe impedito l'arresto di Putin nel caso avesse partecipato. Secondo il Ministero degli affari esteri, in Sudafrica è prassi normale conferire tale immunità ai partecipanti alle conferenze internazionali che si tengono nel paese.
A inizio di giugno 2023 veniva presa in considerazione lo spostamento del vertice in Cina per evitare pressioni sul governo sudafricano. A metà luglio 2023, Putin annunciava che non avrebbe partecipato al vertice “di comune accordo” e che il ministro degli esteri Sergej Lavrov avrebbe partecipato al vertice in rappresentanza della Russia.
Comunque, Putin è intervenuto in videocollegamento mercoledì 23 agosto.

### Presidente Xi Jinping
Nonostante l'incontro bilaterale con il presidente sudafricano Cyril Ramaphosa all'inizio della prima giornata e la successiva partecipazione alla cena dei BRICS, il presidente cinese Xi Jinping ha deciso di non partecipare al business forum dei BRICS, dove era previsto un suo intervento, mentre il suo discorso è stato letto dal ministro cinese del commercio Wang Wentao.

## Agenda dei lavori

### Business Forum
Il primo giorno del vertice si è tenuto il BRICS Business Forum, in presenza dei leader dei cinque paesi BRICS e con la partecipazione di varie delegazioni imprenditoriali provenienti da diversi paesi.
Dopo i discorsi di apertura dei leader sono iniziati i gruppi di lavoro tematici:
- Collaborazione e cooperazione: sbloccare le opportunità commerciali e di investimento dei BRICS;
- Focus sull'agricoltura nei paesi BRICS: i paesi BRICS producono più di un terzo dell'agricoltura globale e hanno un ruolo e una responsabilità significativi nel garantire la sostenibilità del settore agricolo e alimentare, la sicurezza alimentare globale e il nutrimento;
- Realizzare una transizione giusta: una transizione giusta e un'economia più verde nei mercati emergenti sono cruciali per garantire che la transizione verso un'economia sostenibile e a basse emissioni di carbonio avvenga in modo socialmente ed economicamente giusto e che nessuno venga lasciato indietro;
- Le opportunità imprenditoriali dei BRICS e l'accesso al mercato come fattore chiave per le PMI;
- BRICS in Africa: sbloccare opportunità attraverso il Trattato di Libero Commercio Continentale Africano (AfCFTA): costruire un partenariato tra i paesi BRICS e il resto dell'Africa, per opportunità reciprocamente vantaggiose, per un incremento del commercio, degli investimenti e per lo sviluppo delle infrastrutture.

### Ampliamento del BRICS
Sono circa venti i paesi hanno espresso l'intenzione di aderire al gruppo BRICS.
Al termine del vertice il presidente Ramaphosa ha annunciato che Arabia Saudita, Argentina, Egitto, Emirati Arabi Uniti, Etiopia e Iran sono stati invitati ad aderire al BRICS e che l'adesione sarà effettiva dal 1º gennaio 2024.